# مکس بر
 مکس بر با نام اصلی ماکسیمیلیان آدلبرت بیر (انگلیسی: Maximilian Adelbert "Max" Baer؛ ۱۱ فوریهٔ ۱۹۰۹، اوماها, – ۲۱ نوامبر ۱۹۵۹، ساکرامنتو) یک بوکسور و یک بازیگر اهل ایالات متحده آمریکا بود.
ماکس بیر دو بار عنوان برترین مبارزه بوکس را از طرف مجله رینگ از آن خود کرده است (پیروزی بر مکس اشملینگ در سال ۱۹۳۳، باخت به جیمز جی برادک در سال ۱۹۳۵). همچنین بیر داور بوکس بود و هر از گاهی به عنوان بازیگر در فیلم یا تلویزیون ظاهر میشد. وی برادر مدافع بوکس سنگین وزن و بازیگر، بادی بیر (به انگلیسی: Buddy Bear) و پدر بازیگر ماکس بیر جونیور (به انگلیسی: .Max Baer Jr) بود.

###### ==بوکس حرفه ای==
ماکس بیر از سال ۱۹۲۹ وارد بوکس حرفه ای شد. مهمترین مسابقات او به شرح ذیل میباشد:
- پیروزی مقابل فرانکی کمپبل (به انگلیسی: Frankie Campbell) (۱۹۳۰)
- پیروزی مقابل ارنی شاف (به انگلیسی: Ernie Schaaf) (۱۹۳۲)
- پیروزی مقابل ماکس اشملینگ (به انگلیسی: Max Schmeling) (۱۹۳۳)
- پیروزی مقابل پریمو کارنرا (به انگلیسی: Primo Carnera) (۱۹۳۴)
- باخت مقابل جیم جی برادک (به انگلیسی: James J. Braddock) (۱۹۳۵)
- باخت مقابل جو لوئیس (به انگلیسی: Joe Louis) (۱۹۳۵)

## کارنامه
ماکس بیر از سال ۱۹۲۹ تا ۱۹۴۱ در ۸۴ مسابقه حرفه ای شرکت کرد. در کل او در ۷۱ مسابقه برنده و در ۱۳ مسابقه باخت. از کل برد های ماکس ۵۳ مسابقه با ناک اوت  بود که او را لیست بوکسورهای برنده بالای ۵۰ مسابقه منجر به ناک اوت یا بیشتر قرار داد. مکس بیر بوکسورهای قدری همچون ارنی شاف، والتر کوب، کینگ فیش لوینسکی، ماکس اشملینگ، تونی گالنتو، بن فورد و تامی فار را شکست داد. وی از ۱۴ ژوئن ۱۹۳۴ تا ۱۳ ژوئن ۱۹۳۵ قهرمان بوکس سنگین وزن جهان بود.
بائر در سال ۱۹۶۸ در تالار مشاهیر بوکس مجله رینگ (منحل شده در سال ۱۹۸۷) جای داشت و در سال ۱۹۹۵ به عضویت تالار مشاهیر بین المللی بوکس  در آمد. همچنین او در سال ۲۰۰۹ به عضویت در تالار مشاهیر بین المللی ورزشی یهودیان نائل گردید. ماکس در جدول "۵۰ بوکسور سنگین وزن همه دوران ها"ی مجله رینگ، رتبه ۲۰ ام را کسب نمود. در سال ۲۰۰۳ در لیست "۱۰۰ بوکسور برتر تاثیر گذار در جهان" مجله رینگ، در رتبه ۲۲ قرار گرفت.

## فیلم‌شناسی
از فیلم‌های او می‌توان به «هر چه سخت‌تر به زمین می‌خورند» اشاره نمود.
فیلم مرد سیندرلایی (به انگلیسی: Cinderella Man) به کارگردانی ران هاوارد (به انگلیسی: Ron Howard) و بازی راسل کرو، به مبارزه تاریخی مکس بیر با جیمز جی برادک (به انگلیسی: James J. Braddock) میپردازد.

## گزیده فیلمشناسی
از فیلم‌ها یا برنامه‌های تلویزیونی که وی در آن نقش داشته‌است می‌توان به آثار زیر اشاره کرد.
- The Prizefighter and the Lady (1933)
- Max Baer vs. Max Schmeling (1933)
- Over She Goes (1938)
- Bride for Sale (1949)
- Riding High (1950)
- The Harder They Fall (1956)
- Utah Blaine (1957)
- Once Upon a Horse... (1958)

## خانواده
مکس بیر در طول زندگی دو بار ازدواج کرد، ازدواج اول با بازیگری به اسم دوروتی دانبار (ازدواج در ۸ ژوئیه ۱۹۳۱ - طلاق در ۶ اکتبر ۱۹۳۳) و سپس با مری الن سالیوان (۱۹۰۳-۱۹۷۸) (متولد ۲۹ ژوئن ۱۹۳۵ - وفات او ۱۹۵۹)، او مادر ۳ فرزند او بود: ماکس بیر جونیور (متولد ۱۹۳۷)، بازیگر سری فیلم های Beverly Hillbillies در نقش جترو بدین. جیمز منی بیر (۱۹۴۱-۲۰۰۹)؛ و مودی ماریان بیر (متولد ۱۹۴۴).
به هنگام مرگ وی در ۲۱ نوامبر ۱۹۵۹، قرار بود بیر قبل از بازگشت به خانه خود در ساکرامنتو در برخی از آگهی های تلویزیونی در لس آنجلس ظاهر شود.